# Associazione Sportiva Omegna 1977-1978
Questa voce raccoglie le informazioni riguardanti l'Associazione Sportiva Omegna nelle competizioni ufficiali della stagione 1977-1978.

## Rosa
| N. |                   | Ruolo | Calciatore         |
| -- | ----------------- | ----- | ------------------ |
|    | Italia (bandiera) | D     | Bruno Bacchetta    |
|    | Italia (bandiera) |       | Bolfe              |
|    | Italia (bandiera) | C     | Angelo Cappellazzo |
|    | Italia (bandiera) | A     | Claudio Cassardo   |
|    | Italia (bandiera) | P     | Cono Ceraolo       |
|    | Italia (bandiera) | P     | Gianni Colombo     |
|    | Italia (bandiera) | D     | Pasquale Corbetta  |
|    | Italia (bandiera) | C     | Manuele Domenicali |
|    | Italia (bandiera) | A     | Fabio Enzo         |
|    | Italia (bandiera) | D     | Gianfranco Ghezzi  |
|    | Italia (bandiera) | A     | Giulio Martina     |

| N. |                   | Ruolo | Calciatore        |
| -- | ----------------- | ----- | ----------------- |
|    | Italia (bandiera) | D     | Angelo Martines   |
|    | Italia (bandiera) | C     | Ilario Minati     |
|    | Italia (bandiera) |       | Mingrino          |
|    | Italia (bandiera) | C     | Eligio Nicolini   |
|    | Italia (bandiera) | D     | Francesco Nolfo   |
|    | Italia (bandiera) | D     | Giovanni Pioletti |
|    | Italia (bandiera) | C     | Rinaldo Piraccini |
|    | Italia (bandiera) | C     | Pietro Pittofrati |
|    | Italia (bandiera) | C     | Loris Trevisan    |
|    | Italia (bandiera) |       | Zappella          |